# Xerolycosa mongolica
Xerolycosa mongolica is een spinnensoort in de taxonomische indeling van de wolfspinnen (Lycosidae).
Het dier behoort tot het geslacht Xerolycosa. De wetenschappelijke naam van de soort werd voor het eerst geldig gepubliceerd in 1963 door Schenkel.

## Voorkomen
De soort komt voor in Rusland en China.